# Ex Casa de la Cultura de La Cisterna
La Ex Casa de la Cultura de La Cisterna, también conocida como Solar de los del Río Talavera, es una construcción ubicada en la comuna de La Cisterna en Santiago de Chile. Entre 1966 y los años 2000 albergó la Casa de la Cultura de dicha comuna.

## Historia
El 7 de enero de 1914 Ana García Vergara vende a Pedro del Río Talavera (fundador y primer presidente del Hipódromo Chile) el terreno de 6320 m² del antiguo fundo «La Cisterna» donde se ubicaría la construcción —en la intersección de la Gran Avenida José Miguel Carrera y avenida Ossa—, diseñada por el arquitecto Emilio Doyère y construida entre 1915 y 1916, siendo convertida principalmente en residencia de veraneo de la familia Del Río. En junio de 1935 Pedro del Río fallece y la propiedad es vendida a Marcos Donoso, siendo posteriormente traspasada a su esposa e hijas; en 1953 la casa nuevamente es vendida, esta vez a Carlos Rubio, quien falleció en abril de 1962, pasando a manos de sus siete hijos.
En 1966 la propiedad es vendida a la Municipalidad de La Cisterna, siendo remodelada e inaugurada como la Casa de la Cultura el 17 de septiembre del mismo año por el alcalde Sergio Urzúa Arístegui, contando con la asistencia de autoridades y siendo bendecida por el cardenal Raúl Silva Henríquez.
En enero de 2004 la Municipalidad de La Cisterna —encabezada en aquel entonces por el alcalde Héctor Silva Muñoz (UDI)— vendió el terreno en 1200 millones de pesos a Inmobiliaria Uncastillo S.A. —propietaria de la cadena de supermercados «Puerto Cristo»—, comprendiendo los cuatro edificios que cumplían las funciones de biblioteca pública, auditorio, sala de reuniones comunitarias y la antigua Casa de la Cultura. En el mismo tiempo, producto de gestiones por parte de vecinos del sector, la construcción ubicada en la esquina fue declarada Monumento Nacional el 6 de octubre de 2004, con lo cual se impidió su demolición y se rescató el carácter patrimonial de la edificación.
El 9 de septiembre de 2016 un incendio afectó al edificio producto de un siniestro que se inició en el supermercado contiguo en construcción.

## Descripción
La construcción, con una superficie de 451 m², presenta un estilo ecléctico con elementos del neoclásico, presentando muros exteriores de adobe, muros interiores de estructura de madera con adobillo, estucos de polvillo pintados o empastados, galerías vidriadas de madera, pavimentos de coigüe machihembrado, baldosas al líquido y artesonado de madera en cornisas de cielos, incluyendo maderas finas como pino oregón para entablados de piso y ventanas y roble para la estructura de techumbre. El cielo está cubierto de telas estampadas con yeso pintado y clavadas sobre la madera y presenta cornisas de yeso con diversas figuras talladas.